# Aron Hultgren
Aron Hultgren, född 16 januari 1842 i Lerums socken, Älvsborgs län, död 26 december 1908, var en svensk pianist  och musikpedagog.
Hultgren studerade vid Kungl. Musikaliska Akademiens undervisningsverk 1857–1863 och var lärjunge till Carl Reinecke i Leipzig 1864. Han verkade som pianopedagog i Göteborg 1865–1882 och som organist i Sankt Pauli kyrka i Malmö från 1886. Han invaldes som ledamot nr 511 av Kungliga Musikaliska Akademien den 26 mars 1903.